# 1 Dywizja Reflektorów Przeciwlotniczych

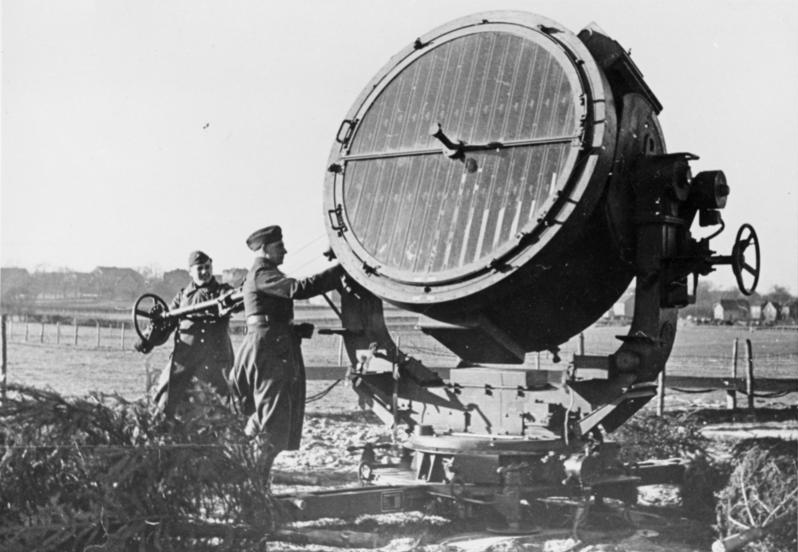
Niemiecki reflektor przeciwlotniczy, 1940

1 Dywizja Reflektorów Przeciwlotniczych (1. Flakscheinwerfer-Division) – niemiecka dywizja reflektorów przeciwlotniczych z okresu II wojny światowej.
Jednostkę utworzono 1 sierpnia 1941 na bazie utworzonej rok wcześniej w Arnhem I Brygady Reflektorów Przeciwlotniczych. Była odpowiedzialna za wykrywanie brytyjskich bombowców przelatujących nad krajami Beneluxu. W związku ze zmianą taktyki niemieckich nocnych myśliwców dywizję rozwiązano 31 lipca 1942. Jej jedynym dowódcą był Generalleutnant Alfons Luczny.

## Skład bojowy dywizji
- 1 pułk reflektorów przeciwlotniczych (Flak-Scheinwerfer-Regiment 1)
- 2 pułk reflektorów przeciwlotniczych (Flak-Scheinwerfer-Regiment 2)
- 3 pułk reflektorów przeciwlotniczych (Flak-Scheinwerfer-Regiment 3)
- 4 pułk reflektorów przeciwlotniczych (Flak-Scheinwerfer-Regiment 4)
- 202. lotniczy pułk łączności (Luftnachrichten-Regiment 202)
- dywizyjne oddziały zaopatrzeniowe